# Sándor Ágócs
Sándor Ágócs (n. 18 ianuarie 1957, Jánoshalma-) este un scriitor, poet, critic literar și bibliograf maghiar.